# Desierto de Hadarac
El Desierto de Hadarac es un lugar de Alagaësia, la tierra ficticia creada por Christopher Paolini para la saga El legado.
Aunque el Imperio de Galbatorix lo abarca, su control allí es muy reducido, porque es una región grande y deshabitada, completamente inhóspita. Sin la presencia de los Jinetes de Dragón para vigilarla, se ha convertido en lugar de ocultación para bandidos y traficantes de esclavos. Ocupa la parte central de Alagaësia y es el principal motivo por el que el rey no se ha lanzado a la conquista de los territorios más orientales. Es la tierra ancestral de los dragones, pero en la actualidad sólo está habitada por algunos nómadas y los mencionados delincuentes.
Eragon, Saphira, y Murtagh se ven obligados a cruzarlo en su búsqueda de los Vardenos, incluso siendo perseguidos por úrgalos. Durante su viaje a través del desierto, se encuentran con un grupo de traficantes de esclavos. Murtagh mata al líder estos a sangre fría, lo que inquieta a Eragon. A causa de esto tienen su primera pelea.
Eragon, Saphira y Orik lo sobrevuelan mientras van en ayuda de los Vardenos contra el Imperio en la Batalla de los Llanos Ardientes. No necesitan más de dos días para cruzarlo por completo.
- Datos: Q3705946